# Flattnitzbach-Hochmoor

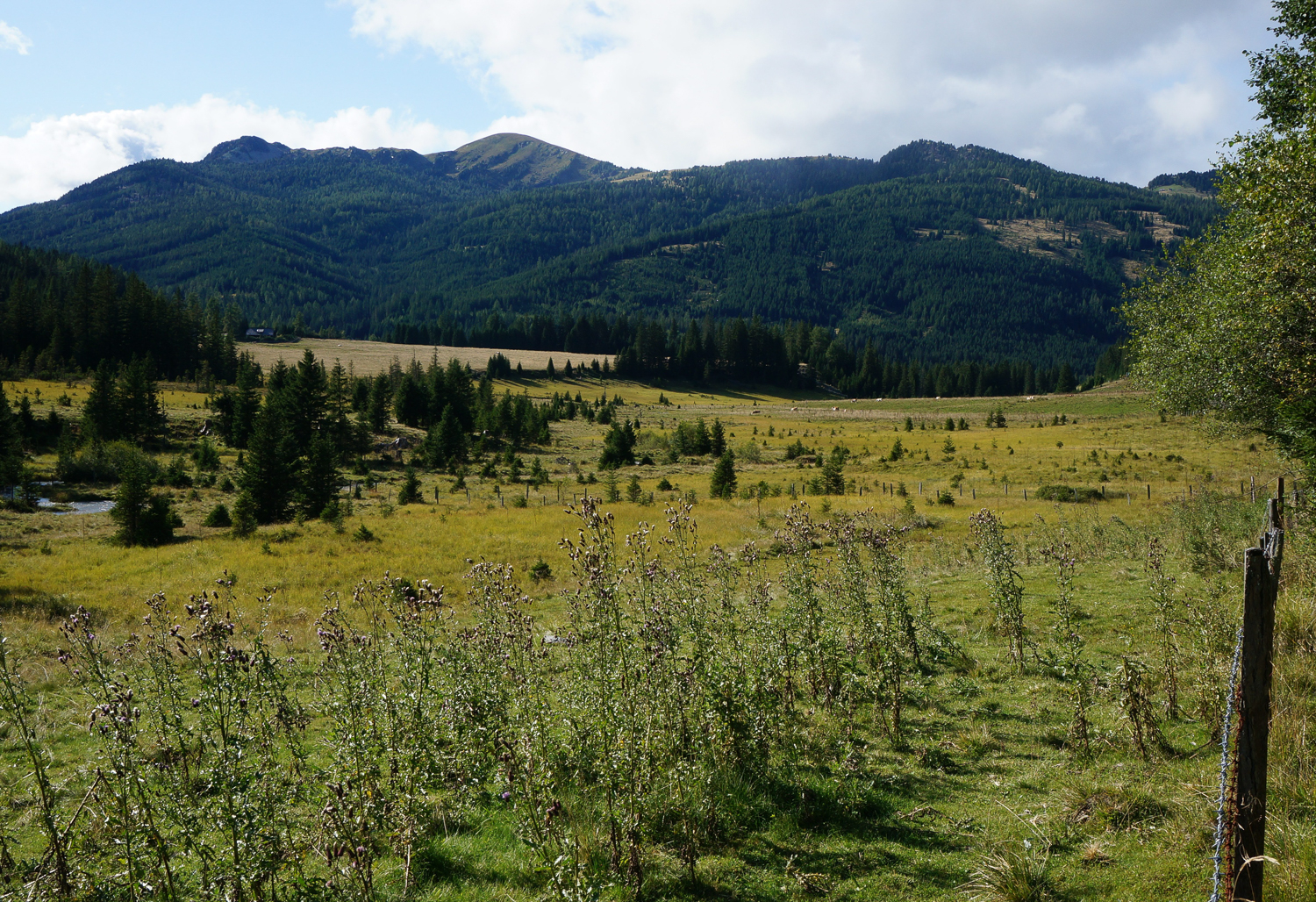
Das Flattnitzbach-Hochmoor gegen Norden

Das Flattnitzbach-Hochmoor ist ein Hochmoor in den Gurktaler Alpen wenige Kilometer nördlich des Ortes Flattnitz.
Das Moor befindet sich in 1350 m Seehöhe in einem Talboden nahe der Landesgrenze zwischen Kärnten und der Steiermark. Das Tal wird vom Flattnitzbach durchflossen. Das Hochmoor ist rund 2,5 Hektar groß und mit Latschen bestanden. Es besteht aus zwei Pflanzengesellschaften: die latschenfreien Flächen sind von der Rote Hochmoor-Bultgesellschaft besiedelt, die andere ist das Torfmoos-Latschenmoor. Beide sind Überreste der späteiszeitlichen Vegetation, die sich auf torfigen, sauren, nassen Böden gehalten hat.
Im ganzen Moor wächst im Unterwuchs der Latschen die Zwerg-Birke (Betula nana), ein Eiszeitrelikt, das hier innerhalb der Gurktaler Alpen den tiefstgelegenen Standort besiedelt. Weitere typische Hochmoorarten sind neben den Torfmoosen das Moor-Haarmützenmoos, die Rosmarinheide, Moorbeere, Rauschbeere, Scheidiges Wollgras, Rundblättriger Sonnentau. In den Schlenken wächst die Wenigblütige Segge (Carex pauciflora).
Rund um das Hochmoor befinden sich Flachmoore, Weiden und Fichtenwald.
Das Flattnitzbach-Hochmoor ist Mittelpunkt des gleichnamigen Naturschutzgebietes, das seit 1972 besteht (LGBl. Nr. 29/1972, 9/1989) und 43,1 Hektar umfasst, die zur Gänze in der Gemeinde Glödnitz liegen.

## Belege
- Helmut Hartl, Hans Sampl, Ralf Unkart: Kleinode Kärntens. Nationalparks, Naturschutzgebiete, Landschaftsschutzgebiete, Naturdenkmale. Kärntner Druck- und Verlagsgesellschaft, Klagenfurt 1993, ISBN 3-85391-092-0, S. 94.

Koordinaten: 46° 57′ 57″ N, 14° 1′ 5″ O